# Silvio Longobucco
Silvio Longobucco (Scalea, Provincia de Cosenza, Italia, 5 de junio de 1951 - Scalea, Provincia de Cosenza, Italia, 2 de abril de 2022) fue un futbolista italiano. Se desempeñaba en la posición de defensa.

## Clubes
| Club            | País   | Año         |
| --------------- | ------ | ----------- |
| Ternana Calcio  | Italia | 1969 - 1971 |
| Juventus F. C.  | Italia | 1971 - 1975 |
| Cagliari Calcio | Italia | 1975 - 1982 |
| Cosenza Calcio  | Italia | 1982 - 1983 |
| Scalea          | Italia | 1983 - 1986 |

## Palmarés

### Campeonatos nacionales
| Título  | Club           | País   | Año     |
| ------- | -------------- | ------ | ------- |
| Serie A | Juventus F. C. | Italia | 1971-72 |
| Serie A | Juventus F. C. | Italia | 1972-73 |
| Serie A | Juventus F. C. | Italia | 1974-75 |